# Château de Castelo de Vide
Le château de Castelo de Vide est une fortification militaire médiévale situé dans la freguesia de Santa Maria da Devesa (pt), sur le territoire de la municipalité de Castelo de Vide (district de Portalegre, Portugal),.
Perchée sur une colline au nord de la Serra de São Mamede, la forteresse revêtait une importance stratégique en raison de sa proximité avec la frontière. La splendeur du paysage environnant lui a valu le surnom local de Sintra de l'Alentejo.
Il est classé Monument national depuis 1910.

## Historique
Castelo de Vide est situé le long de l'ancienne voie romaine reliant Mérida, alors capitale de la péninsule Ibérique, aucune trace archéologique d' occupation romaine n'a été identifiée. On ignore également les origines médiévales de Castelo de Vide.

### Le château médiéval
À l'époque de la reconquête chrétienne de la péninsule ibérique, certaines preuves non prouvées font état d'une supposée conquête par Alphonse Ier (1112-1185) en 1148, ainsi que de l'octroi d'une charte en 1180. On sait, avec plus de certitude, que la ville était sous le domaine du royaume du Portugal en 1232, devenant importante et ayant une organisation municipale dès 1276.
Sa seigneurie fut disputée entre deux fils d'Alphonse III, l'aîné, le roi Denis Ier (1279-1325) et son frère, l'infant Dom Afonso Sanches, au sujet des droits de succession lors de l'accession au trône du premier. Ayant reçu de son père la seigneurie des domaines d'Arronches, Castelo de Vide, Marvão et Portalegre (1273), le prince Afonso décida, en 1279, de murer Castelo de Vide (ce qui indique sa primauté sur les villes voisines à l'époque). Comme il se vantait de droits de succession supposés supérieurs à ceux de son frère, Denis Ier, le souverain comprit que cette attitude cachait des intentions guerrières, marcha à la tête de ses troupes et assiégea la ville (avril 1281). À l'approche de l'assaut, une ambassade du royaume d'Aragon arriva au camp royal avec une demande en mariage du souverain avec Isabelle, la future reine Élisabeth de Portugal. Grâce à l'intervention de cette ambassade, la paix fut conclue entre les frères et le roi Alphonse accepta la démolition de toutes les fortifications qu'il avait entreprises (une tour et plusieurs pans de murailles).
Un nouvel incident impliquant Castelo de Vide survint en 1299, déclenché par le mariage du prince Alphonse avec Béatrice de Castille. En raison de la proximité des seigneuries du prince avec la frontière avec ce royaume, ses domaines de l'Alentejo furent échangés contre Sintra, Ourém et d'autres villes plus éloignées. Ces châteaux de l'Alentejo furent ensuite cédés à Aires Pires Cabral, quatrième grand-père du navigateur Pedro Álvares Cabral, qui les conserva en son honneur sous le nom d'Alcaide-mor. Dès lors, le souverain ordonna le renforcement du château et la construction d'une nouvelle muraille autour de la ville. Cette œuvre fut achevée, selon une inscription au-dessus d'une des portes du château, à côté de la Rua Direita, en 1327, sous le règne du roi Alphonse IV (1325-1357).
Sous le règne du roi Ferdinand Ier (1367-1383), la ville, le château et ses domaines furent cédés à l'Ordre d'Aviz, en échange de ceux de Castro Marim (1383). À la mort de ce souverain, qui déclencha la crise portugaise de 1383-1385, la ville se rallia d'abord à l'héritière, Dona Béatrice, puis, lors du siège de Lisbonne (1384), elle se rangea du côté du Maître d'Aviz. Lors des batailles qui suivirent, la valeur du maire de Castelo de Vide, Gonçalo Anes, se démarqua, notamment lors des batailles d'Aljubarrota et de Valverde de Mérida.
Sous la régence de Pierre de portugal duc de Coimbra, durant la minorité de Alphonse V (1438-1481), les défenses des châteaux frontaliers de l'Alentejo furent renforcées, parmi lesquels Castelo de Vide. Tel était l'aspect qu'il aurait eu sous le règne de Manuel Ier (1495-1521), comme le décrit Duarte de Armas (pt) dans son Livre des forteresses (vers 1509) : une barbacane crénelée précédant un mur d'enceinte, renforcé par des tourelles aux angles, et un ensemble dominé par un donjon massif.

### De la guerre de Restauration à nos jours
Une nouvelle phase architecturale eut lieu à la fin du XVIIe siècle, pendant la guerre de restauration de l'indépendance portugaise, lorsque des modernisations furent introduites pour l'adapter aux normes d'artillerie modernes. Les travaux commencèrent en 1641, et s'agrandirent à partir de 1644 sous la conception et la direction de l'ingénieur militaire et architecte français Nicolas de Langres. Des années plus tard, en 1660, au plus fort de ce processus de fortification, la place se composait de deux centres principaux : le château, à l'ouest, et le fort de São Roque, à l'est, reliés par une vaste ligne de murs bastionnés. La garnison comptait alors 600 hommes et trois compagnies de cavalerie, ce qui témoigne de son importance stratégique.
Par la suite, la place fut assiégée et conquise pendant la guerre de Succession d'Espagne (1704), occupée sans résistance pendant la guerre des Oranges (1801) et, par les troupes françaises sous le commandement d'André Masséna, pendant la guerre d'indépendance espagnole (1811). Les destructions subies depuis lors ont conduit à sa désactivation à partir de 1823, lorsque son processus de dégradation s'est accentué.
L'ensemble est classé Monument national par décret publié le 23 juin 1910.

## Caractéristiques
Le château médiéval présente un plan quadrangulaire adapté au terrain, avec des pans de mur renforcés par cinq tours quadrangulaires et des tours circulaires, précédés d'une barbacane crénelée. La porte de ville s'ouvre sur la partie est, composée d'un large double portail menant à une petite place d'armes, reliée à la porte intérieure ouest. Dans la partie nord, subsistent les vestiges des corbeaux d'un ancien balcon et deux fenêtres. Entre deux des tours, on peut voir des vestiges de la citadelle d'origine. Des bâtiments de service, tels que des entrepôts, sont situés dans la place d'armes.
Le donjon dionysiaque, accolé à la porte principale, fut partiellement détruit par une explosion de poudrière en 1705, qui endommagea la voûte brisée à nervures.
La muraille extérieure entourait la ville, où se distinguent la Rua Direita, bien conservée, l'ancienne caserne de la Rua de Santo António, l'hôtel de ville et la prison, ainsi que d'autres bâtiments. Elle était divisée par quatre portes, dont la Porta Nova et la Porta de Santa Catarina subsistent. Avec l'expansion de la ville, des parties de cette muraille, dont la Porta de São João et la Porta da Aramenha, ont disparu.

## Galerie

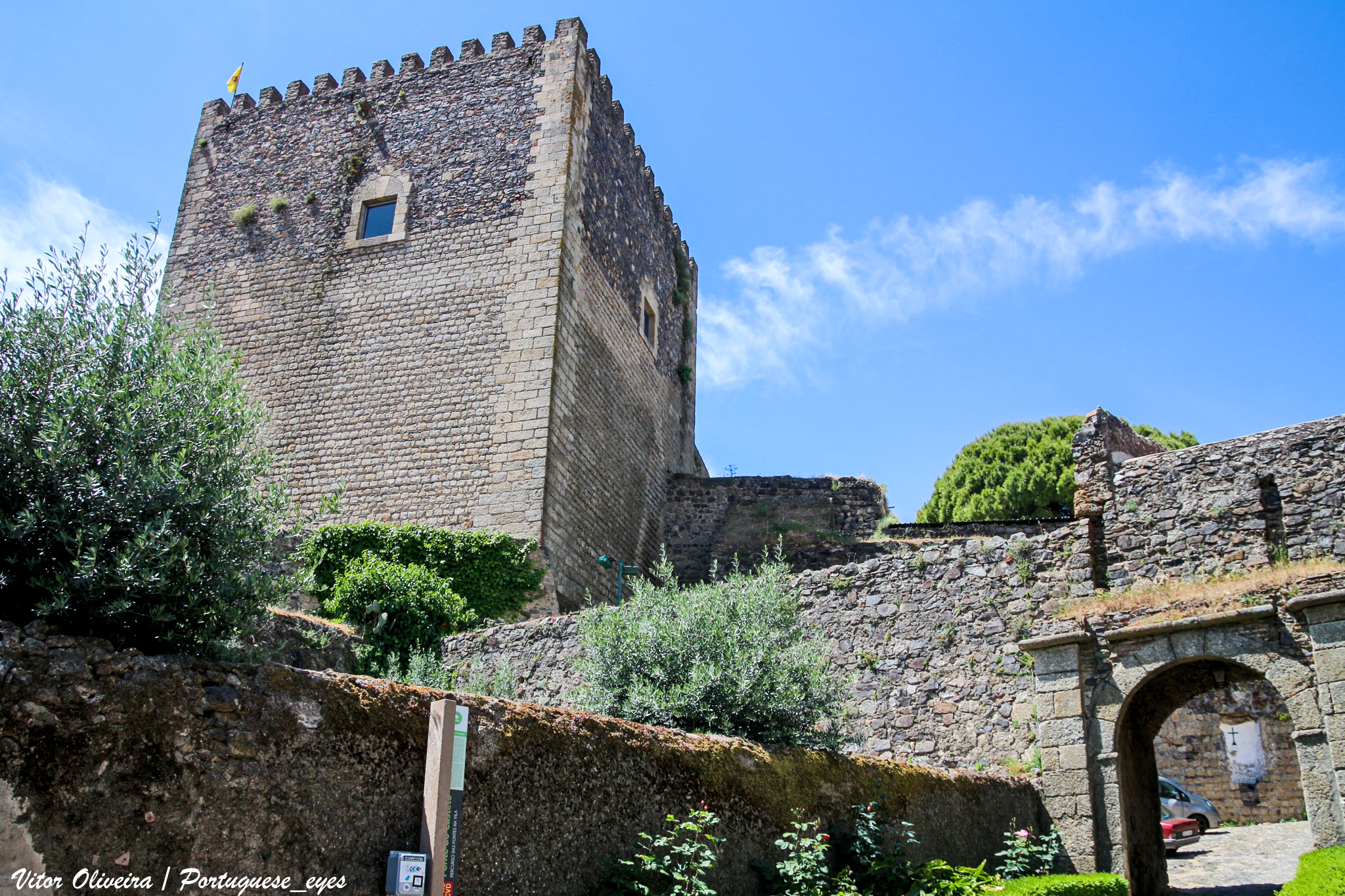
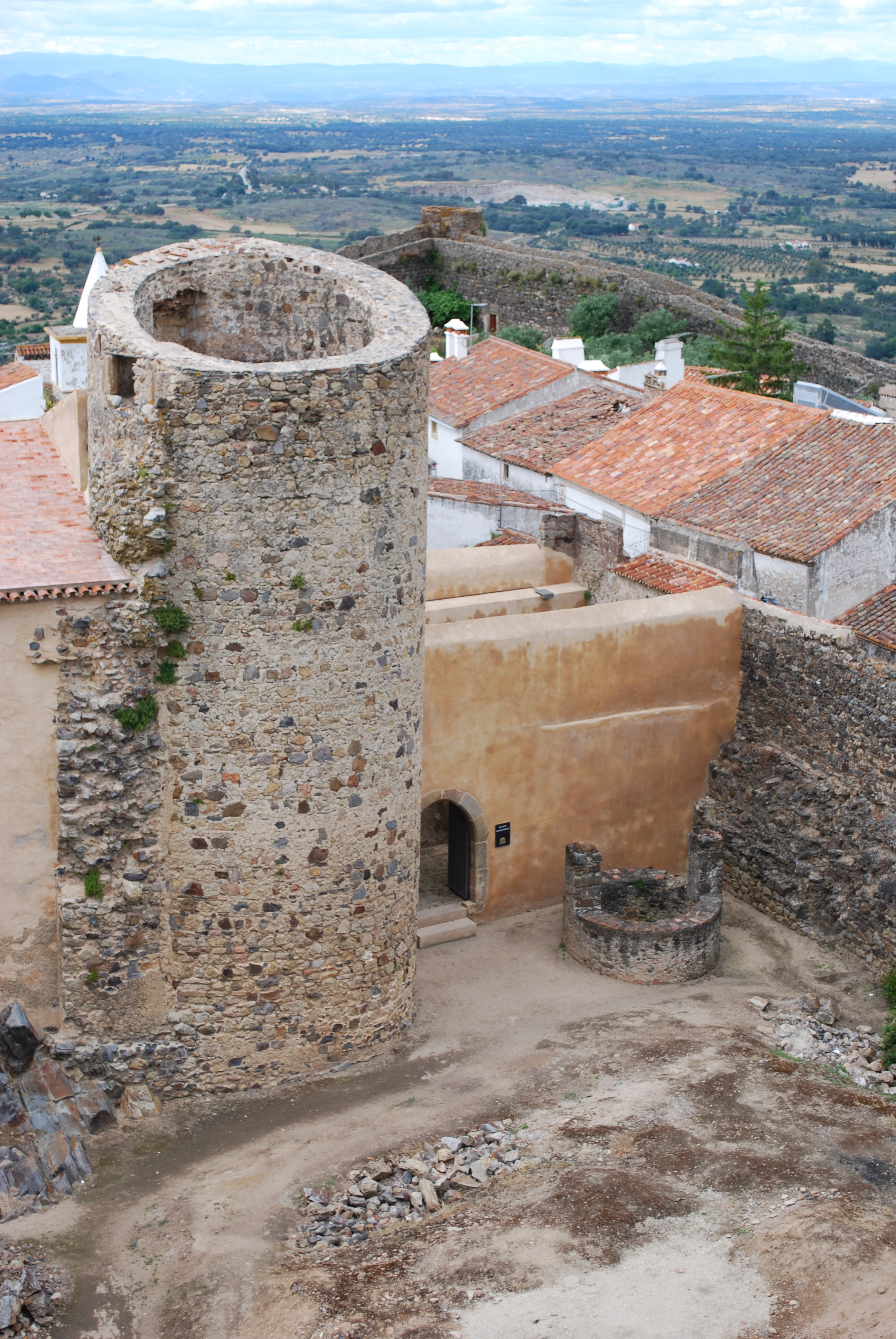
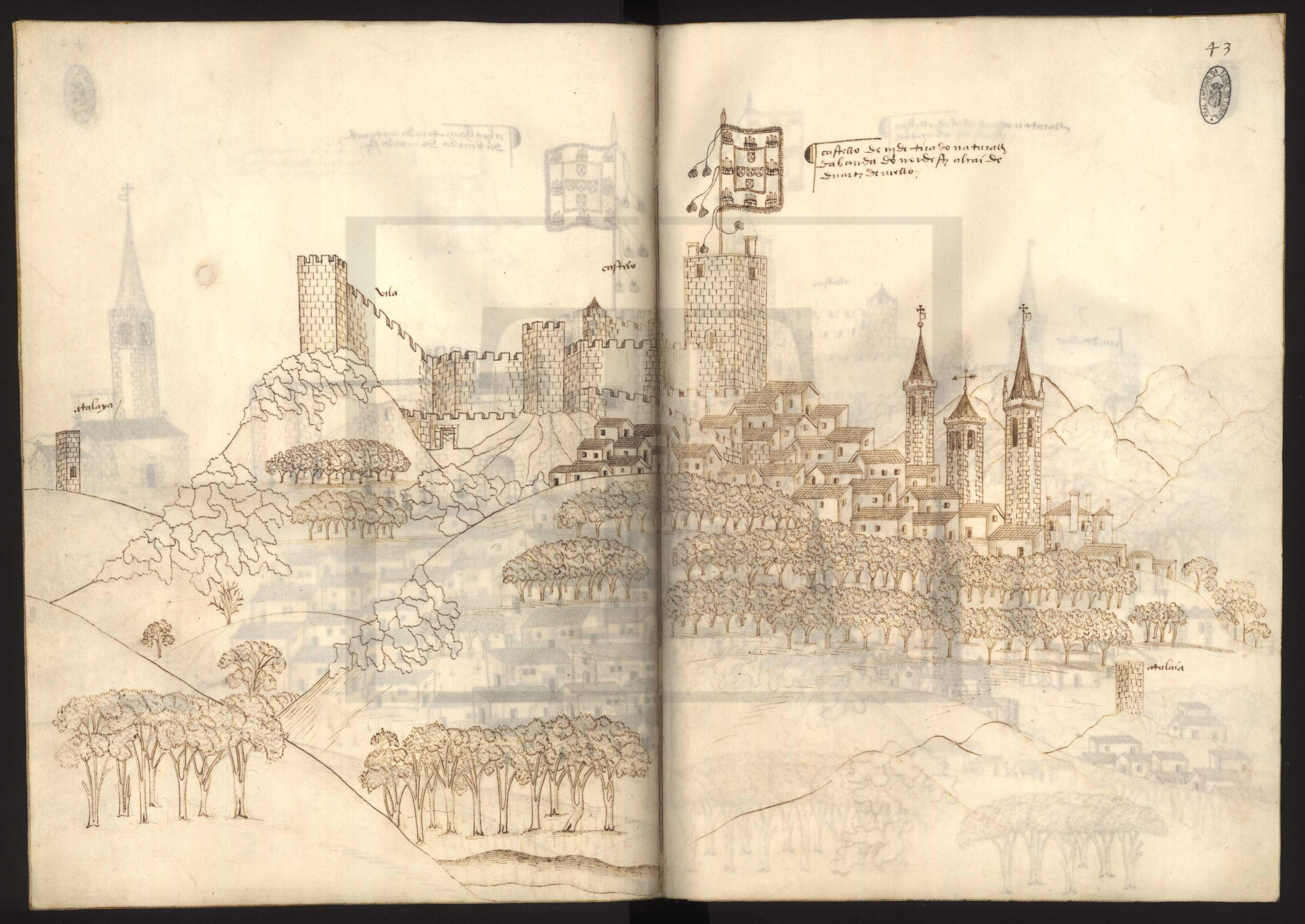
Livre des Forteresses.
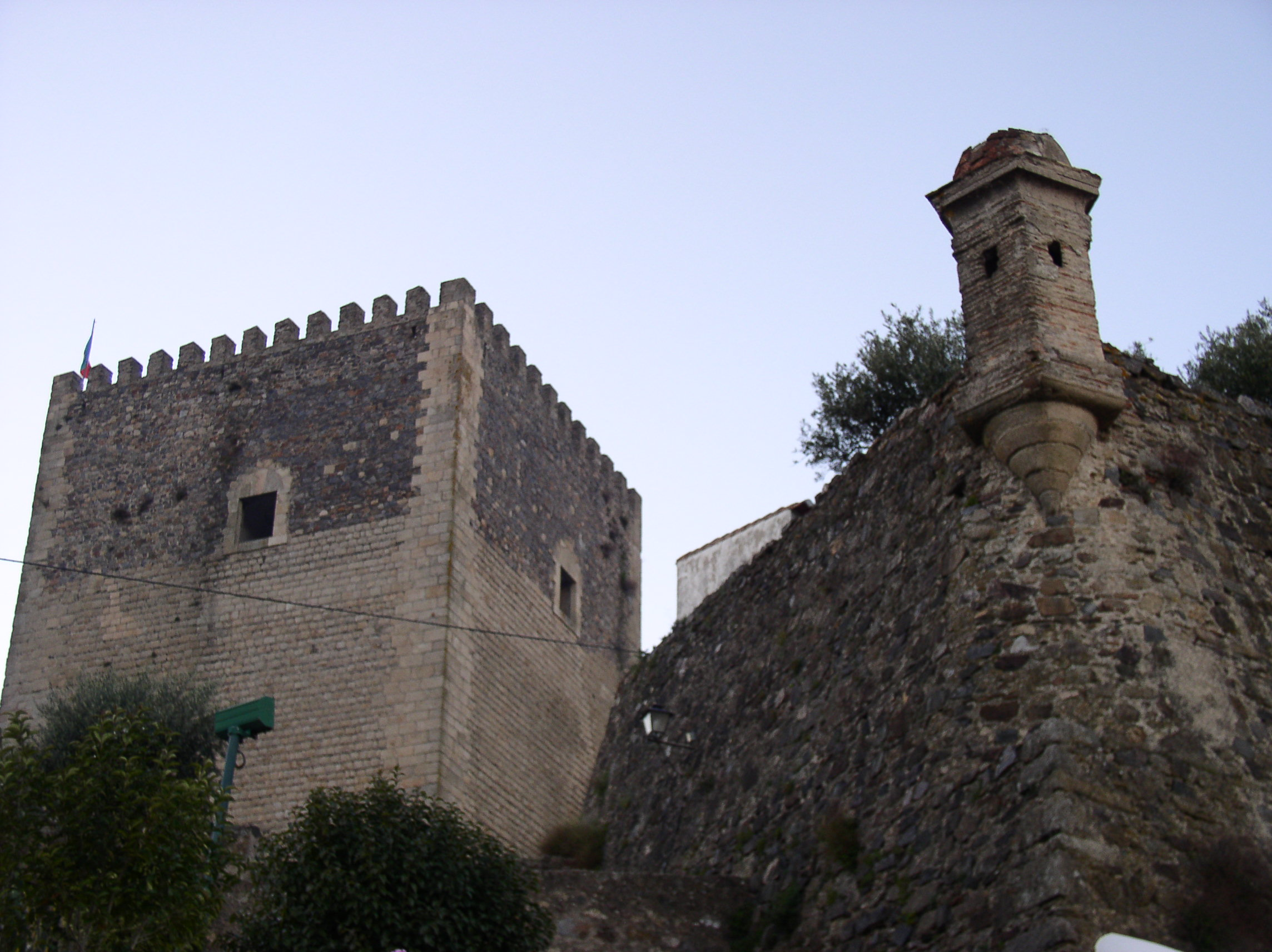
Castelo de Vide, Portugal : contraste entre le Moyen Âge et le XVIIe siècle.
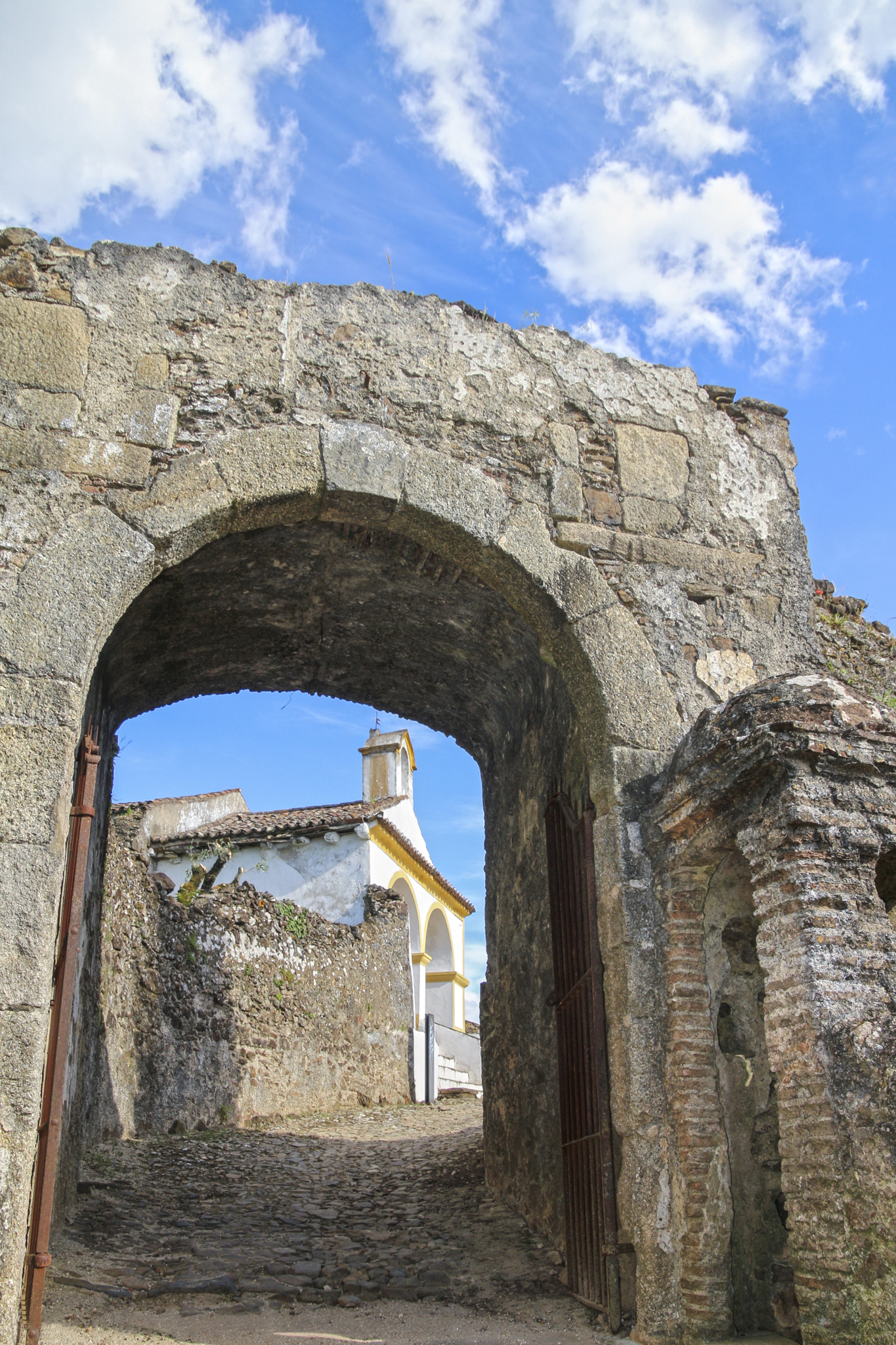
Fort de São Roque.